# Hot Tuna
Gli Hot Tuna sono un gruppo musicale statunitense formato alla fine degli anni sessanta dal chitarrista e cantante Jorma Kaukonen e dal bassista Jack Casady, provenienti dal gruppo rock psichedelico Jefferson Airplane. Il loro repertorio è principalmente composto da pezzi classici di musica blues e folk di maestri come il Reverendo Gary Davis, Jelly Roll Morton, Bo Carter e Arthur "Blind" Blake, o anche da brani scritti dallo stesso Kaukonen, mentre la loro caratteristica principale è la tendenza alla formazione di jam session e all'improvvisazione.

## Storia
Gli Hot Tuna nacquero nel 1969 come progetto parallelo ai Jefferson Airplane per permettere alla cantante Grace Slick di riprendersi da un intervento chirurgico alla gola che le aveva impedito di esibirsi.
Jorma Kaukonen, Jack Casady, Paul Kantner e il nuovo batterista Joey Covington suonarono in diversi spettacoli in giro per San Francisco prima che i Jefferson Airplane riprendessero le esibizioni per promuovere l'album Volunteers.
Una volta ripresa l'attività dei Jefferson Airplane gli Hot Tuna si ritrovarono ad aprire per i loro concerti.
Il repertorio iniziale era composto principalmente da brani degli Airplane, di Kaukonen e di artisti country-blues americani come  Reverendo Gary Davis, Jelly Roll Morton, Bo Carter e Arthur "Blind" Blake.

## Formazione
- Jack Casady — basso elettrico ed acustico (1969–1977, 1983, 1986–presente)
- Jorma Kaukonen — chitarre acustiche ed elettriche, voce, lap steel guitar (1969–1977, 1983, 1986–presente)

Collaboratori dal vivo
- Teresa Williams — voce (2011–presente)
- Larry Campbell — chitarra ritmica, voce (2011–presente)
- Justin Guip — batteria (2014–presente)

Collaboratori in studio
- Robert McCrimlisk — mandolino (2014–presente)
- Christopher McGrath — banjo (2014–presente)

Ex componenti
- Joey Covington — batteria (1969–1970)
- Paul Kantner — chitarra ritmica ed acustica, voce (1969–1970, 1987–1988)
- Marty Balin — voce (1969–1970)
- Peter Kaukonen — chitarra (1969–1970, 1989–1990)
- Papa John Creach — violino elettrico (1970–1973, morto nel 1994)
- Paul Ziegler — chitarra ritmica (1970)
- Sammy Piazza — batteria, percussioni (1970–1974)
- Bob Steeler — batteria (1974–1977)
- Greg Douglass — seconda chitarra solista (1975)
- Michael Falzarano — chitarra ritmica, voce, mandolino (1983, 1989–2002)
- Shigemi Komiyama — batteria (1983)
- Joey Balin — chitarra ritmica (1986–1987)
- Joey Stefko — batteria (1989–1990)
- Harvey Sorgen — batteria (1990–2000)
- Galen Underwood — tastiere (1990)

- Pete Sears — tastiere (1993–2001)
- Barry Mitterhoff — mandolino acustico ed elettrico (2002–2014)
- Erik Diaz — batteria (2004–2009)
- Skoota Warner — batteria (2009–2014)

Ex collaboratori dal vivo e in studio
- Will Scarlet — armonica (1969–1971)
- Nick Buck — tastiere (1976–1978)
- Jim Lauderdale — chitarra ritmica (2011)
- Charlie Musselwhite — armonica (2011)
- David Bromberg — chitarra ritmica (2011)
- Steve Kimock — chitarra ritmica (2011)
- G. E. Smith — chitarra ritmica (2011)

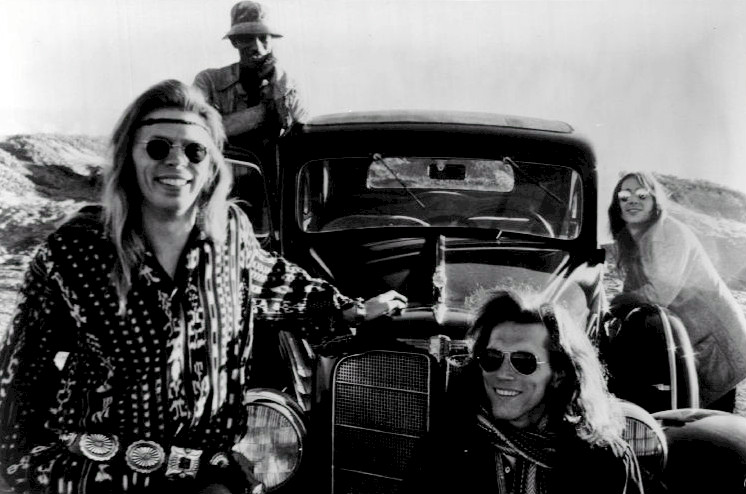
Il gruppo nel 1972. Casady e Kaukonen con Creach e Piazza.

## Discografia
Album in studio
- 1972 – Burgers
- 1973 – The Phosphorescent Rat
- 1975 – America's Choice
- 1975 – Yellow Fever
- 1976 – Hoppkorv
- 1990 – Pair a Dice Found
- 2011 – Steady As She Goes

Album live
- 1970 – Hot Tuna
- 1971 – First Pull Up, Then Pull Down
- 1978 – Double Dose
- 1984 – Splashdown
- 1985 – Historic Live Tuna
- 1992 – Live at Sweetwater
- 1993 – Live at Sweetwater Two
- 1996 – Classic Hot Tuna Acoustic
- 1996 – Classic Hot Tuna Electric
- 1997 – Splashdown Two
- 1997 – Live in Japan
- 1999 – And Furthurmore...

Raccolte
- 1978 – The Last Interview?
- 1979 – Final Vinyl
- 1995 – Trimmed & Burning (UK)
- 1996 – In a Can
- 1998 – The Best of Hot Tuna
- 2006 – Keep on Truckin': The Very Best of Hot Tuna (RCA Legacy)

Altri album
- 1974 – Quah

Accreditato a Jorma Kaukonen e Tom Hobson; prodotto da Jack Casady.
- 1977 – Flight Log

Raccolta con brani dei Jefferson Airplane, Hot Tuna, Paul Kantner, Grace Slick, Jefferson Starship e Jorma Kaukonen.
Singoli
- 1971 – Been So Long/Candyman
- 1971 – Water Song/Keep on Truckin
- 1975 – Hot Jelly Roll Blues/Surphase Tension
- 1975 – Hot Jelly Roll Blues/Hot Jelly Roll Blues
- 1976 – It's So Easy/I Can't Be Satisfied
- 1989 – Eve of Destruction